# بنگله منتهار
بنگله منتهار (به انگلیسی: Bangla Manthar) یک منطقهٔ مسکونی در پاکستان است که در ناحیه رحیم‌یارخان واقع شده‌است.